# Watcyn Thomas
Watkin Gwyn Thomas, detto Watcyn (Llanelli, 16 gennaio 1906 – Birmingham, 1977), è stato un rugbista a 15 gallese che giocava da Terza linea centro.
Ancora studente, fu il primo capitano dell'appena nata Welsh Secondary Schools XV nel 1924. Si unì poi al Llanelli RFC e, nel 1927, allo Swansea RFC. Insegnante di professione, si trasferì a St Helens per insegnare alla Cowley Grammar School nel 1929 e giocò a rugby per il Waterloo RFC e per il Lancashire, diventando capitano di quest'ultimo nella stagione 1934-35.
Dopo la vittoria del Llanelli sui New Zealand Māori in tour, fu convocato la prima volta per il Galles, con il quale esordì il 15 gennaio 1927 giocando contro l'Inghilterra. Contro la Scozia nel 1931 giocò addirittura per 70 minuti con la clavicola rotta, segnando anche una meta. All'inizio degli anni trenta era inoltre diventato capitano della nazionale, che guidò il 21 gennaio 1933 alla prima vittoria contro l'Inghilterra allo stadio di Twickenham.
Quello stesso anno però Thomas litigò con i selezionatori dopo la partita contro l'Irlanda, in quanto avevano scelto di far giocare un pilone come flanker e un flanker da pilone. Thomas ignorò queste indicazioni e rimise i compagni nelle loro posizioni abituali. Quella fu la sua ultima partita con la nazionale.
Nel 1936 si trasferì a Birmingham per insegnare alla King Edward's School e qui morì nel 1977.
Con il Galles ha disputato 14 match, vincendo un Cinque Nazioni (1931)